# Plumularia rotunda
Plumularia rotunda är en nässeldjursart som beskrevs av Nicolaas `Claas' Mulder och Trebilcock 1911. Plumularia rotunda ingår i släktet Plumularia och familjen Plumulariidae. Inga underarter finns listade i Catalogue of Life.